# Sissi, la giovane imperatrice (serie animata)
Sissi la giovane imperatrice è una serie animata Italiana, prodotta da Mondo TV in co-produzione con il Sole di Carta nel 2015 composta da 3 stagioni di 65 episodi complessivi. La serie ha esordito su Boing dal 26 ottobre 2015 e in replica su Cartoonito nei weekend a partire dal 31 ottobre. Dopo essersi interrotta all'episodio 13 la serie è proseguita in prima visione su Cartoonito dal 13 marzo 2016.
Durante la trasmissione della seconda stagione è stato reso noto che era in fase di sviluppo la terza stagione. La terza stagione è stata realizzata in computer grafica nel 2019, è iniziata regolarmente su Cartoonito dal 7 gennaio 2020 ed è terminata il 23 gennaio dello stesso anno.

## Trama
La storia è una libera interpretazione rispetto a quella originale: Sissi ha un braccialetto che le consente di comunicare con gli animali per mezzo di uno scoiattolo di nome Nut.

## Personaggi
- Sissi: ha 15 anni ed è la futura imperatrice d'Austria. Dolce, intelligente, ribelle ed allegra, ha una forte personalità ed è dotata di uno spirito libero raro per i suoi tempi. Possiede il braccialetto magico, è innamorata dell'imperatore Franz. Ama gli animali. È doppiata da Emanuela Ionica e Simona Chirizzi (stagione 3).
- Franz: imperatore d'Austria, ha un animo nobile ma il suo ruolo lo costringe a piegarsi ai doveri di corte senza mai obiettare alle decisioni di sua madre l'imperatrice Sofia. Si innamora di Sissi e impara a prendere decisioni giuste a scapito delle regole di corte. Doppiato da Emanuele Ruzza e Alberto Franco (stagione 3).
- Nut: è uno scoiattolo che fa da interprete fra lei e gli animali. È sempre in cerca di cibo e delle sue adorate noccioline. Si innamora di Lulù. Doppiato da Alessandro Quarta e Matteo Liofredi (stagione 3).
- Flick: è il cavallo lipizzano di Sissi. Doppiato da Luigi Morville.
- Ombra: è il cane di Sissi. Sta sempre insieme alla sua padrona, per la quale prova una fedeltà assoluta e la protegge in caso di pericolo. Doppiato da Alex Polidori e Alessandra Cerruti (stagione 3).
- Ludwig: è il principe di Baviera e cugino di Sissi. È segretamente innamorato di Sissi, ma si farà da parte per il suo bene; in seguito si innamora di una duchessa di Parigi. Aiuta Sissi a risolvere i misteri legati al braccialetto magico. Doppiato da Luca Mannocci.
- Nenè: è la sorella maggiore di Sissi. È felice di non dover sposare l'imperatore d'Austria. Troverà il vero amore in Grecia. Doppiata da Chiara Oliviero.
- Sofia di Baviera: è la madre di Franz e Carlo, colei che ostacolerà Sissi. Ha un carattere duro, è rigida nel portamento e nelle parole. È convinta che Sissi non sarà mai all'altezza del ruolo di Imperatrice. Questo la porta a contrastare l'amore di Franz per Sissi. È alla ricerca ossessiva del braccialetto magico con cui vuole conquistare il mondo senza immaginare che sia in possesso di Sissi. Doppiata da Anna Cugini e Monica Vulcano (stagione 3).
- Baronessa Von Tollet: dama di compagnia dell'imperatrice madre, la aiuta nei suoi complotti. Approfitta della sua posizione per scopi personali ed è disposta a fare qualsiasi cosa per ottenere ciò che vuole. In realtà il suo scopo era trovare qualcosa per spezzare la maledizione che ha tramutato suo marito in corvo. Doppiata da Maura Cenciarelli.
- Petra/Sara: ragazza di umili origini che vive a Bad Ischl con la sua famiglia, stufa della sua condizione va a Vienna per incontrare la Baronessa e con la sua complicità si fa passare per sua nipote Sara che vive in America. Con una magia fa innamorare di sé Franz per diventare la nuova imperatrice d'Austria ma viene portata via da alcuni uccelli. Torna a Vienna con lo scopo di riconquistare Franz ma dopo aver capito di aver sbagliato diventerà amica di Sissi e si fidanzerà con il suo vecchio amico Marcus. Doppiata da Laura Amadei.
- Duca Max: è il padre di Sissi. Da lui, lei ha preso il carattere ribelle, l'amore per la natura e per l'equitazione. Doppiato da Roberto Draghetti.
- Duchessa Louise: è la madre di Sissi. Da lei ha ereditato non solo la bellezza, ma anche la dolcezza e la bontà d'animo e la parte più romantica del suo carattere. Doppiata da Chiara Colizzi.
- Ludovico: è il fratello maggiore di Nenè. Studia in un'accademia militare e va a trovare la sua famiglia di tanto in tanto. È bello e coraggioso, Sissi con lui si diverte ad andare a cavallo. Doppiato da Gabriele Lopez.

## Episodi
| Stagione         | Episodi | Prima TV  |
| ---------------- | ------- | --------- |
| Prima stagione   | 26      | 2015-2016 |
| Seconda stagione | 26      | 2016-2018 |
| Terza stagione   | 13      | 2019-2020 |

## Colonna sonora
Per la sigla di apertura è stata usata la canzone Mi chiamo Sissi: cantata da Mimosa Campironi, testo di Orlando Corradi e Fabio Di Ranno, musica di Fabio Di Ranno e Dario Vero. Per la sigla di chiusura è stata usata la versione strumentale della stessa canzone.
La colonna sonora originale è stata composta da Dario Vero e Fabio Fraschini.